# La Juventud (diario)
La Juventud es un periódico uruguayo con sede en la ciudad de Montevideo. Fue fundado como diario el 14 de julio de 1992, pero era publicado como semanario desde 1984. Es un diario de orientación marxista-leninista, artiguista y antiimperialista. Es el órgano de prensa oficial del Movimiento 26 de Marzo, pero alberga con amplitud a todas las expresiones de izquierda que compartan estos objetivos.

## Historia
La Juventud fue fundado el 14 de julio de 1992, como órgano de prensa oficial del Movimiento 26 de Marzo, quedaban atrás 7 años del
Semanario La Juventud. La historia del Diario forma parte de una organización, de muchos compañeros y sus familias. El diario es parte de un proyecto que se gestó en plena dictadura, dentro de la Cárcel de Libertad, y que junto al Semanario Liberación -editado en Suecia- y la Radio Centenario forman parte del aparato de propaganda de un sector de la izquierda uruguaya.
Los partidos y grupos marxistas, siempre tuvieron en cuenta históricamente la importancia estratégica de contar con un periódico partidario como herramienta para confrontar en la lucha política e ideológica, a la burguesía y sectores oportunistas de la izquierda. La caída del socialismo real y de la ex Unión Soviética, incidieron negativamente en este principio, por lo cual en poco tiempo desaparecieron la inmensa mayoría de los periódicos partidarios de izquierda, se tratara de la prensa nacional, como del mundo.
En los países capitalistas los medios de comunicación y en especial los periódicos, normalmente se pueden sostener gracias a la publicidad privada y del Estado, más que a las ventas.
El Diario La Juventud subsiste en razón del esfuerzo de un número de compañeros que militan y, en parte aunque en muy reducida cantidad, gracias a la publicidad que ocasionalmente se recibía del Estado.
Tiene un tiraje pequeño, con una venta que oscila los 1500 ejemplares, en un país de algo más de 3 millones de habitantes. Posee una línea editorial opuesta al gobernante partido de centro izquierda Frente Amplio.
A diferencia de los diarios de circulación nacional de mayor tirada, "La Juventud" los hace de martes a domingos y no se emite los lunes.
El diario se imprime en la imprenta "Nicola Pastorin" de la ciudad de Montevideo.

## Suplementos
La Juventud incluye cuatro suplementos:
- Los domingos:
  - Mundo Entrelíneas, suplemento con análisis sobre los acontecimiento mundiales.
  - Debates, artículos acerca de acontecimientos y teóricos asociados al socialismo, difumde semanalmente la ideología.
- En ocasiones específicas:
  - Especiales, tratan sobre acontecimientos políticos concretos.
  - Asamblea Popular, artículos de opinión que tienen relación con la Asamblea Popular.